# III. Miksa bajor választófejedelem
III. Miksa József (München, 1727. március 28. – München, 1777. december 30.)  bajor választófejedelem (1745–1777 között), a Wittelsbach-ház bajor ágának utolsó egyenes ági férfisarja.

## Élete

### Származása, testvérei
Miksa József bajor herceg 1727. március 28-án született Münchenben Károly Albert bajor választófejedelem (1742–1745 között német-római császár és cseh király) és Mária Amália osztrák főhercegnő negyedik gyermekeként. Apai nagyszülei II. Miksa Emánuel bajor választófejedelem (1662–1726) és Terézia Kinga lengyel királyi hercegnő (1676–1730), anyai nagyszülei I. József német-római császár, magyar király (1678–1711) és Vilma Amália braunschweig–lüneburgi hercegnő (1673–1742) voltak. Testvérei:
- Maximiliána Mária (*/† München, 1723. április 12.)
- Mária Antónia Walpurga (München, 1724. július 18. – Drezda, 1780. április 23.), 1747-ben Frigyes Keresztély szász választófejedelemhez ment férjhez
- Terézia Benedetta Mária (München, 1725. december 6. – Frankfurt, 1743. március 29.)
- Miksa József (München, 1727. március 28. – München, 1777. december 30.), 1745-ben apja utódaként bajor választófejedelem lett
- József Lajos Leó (München, 1728. augusztus 25. – München, 1733. december 2.)
- Mária Anna Jozefa (München, 1734. augusztus 7. – München, 1776. május 7.), 1755-ben Lajos György Simpert badeni őrgrófhoz (1702-1761), a törökverő Badeni Lajos őrgróf fiához ment feleségül.
- Mária Jozefa Antónia (München, 1739. március 30. – Bécs, 1767. május 28.), 1765-ben a későbbi II. József német-római császárhoz ment férjhez

### Uralkodása

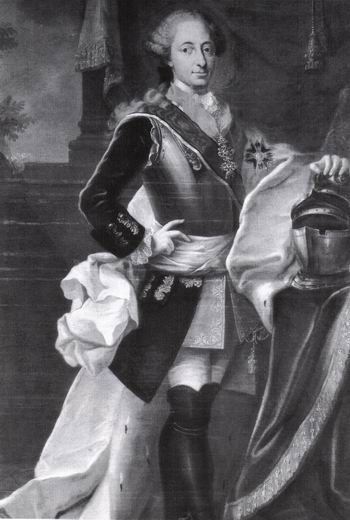
III. Miksa bajor választófejedelem

Apja 1745. január 20-án bekövetkezett halála után olyan országot örökölt, ahová éppen benyomultak az osztrák seregek. Anyja, Mária Amália tanácsára lemondott apja nagyhatalmi ambícióiról, és megkötötte Mária Teréziával az osztrák örökösödési háborút lezáró füsseni békét, amelyben ígéretet tett neki, hogy a közelgő császárválasztáson férjét, Lotaringiai Ferenc István toszkánai nagyherceget fogja támogatni. Ezzel a békével a Bajor Választófejedelemség megmenekült és megőrizte önállóságát.
A hétéves háborúban Mária Teréziát támogatta II. Frigyes porosz királlyal szemben. 1757-ben megalapította a müncheni tudományos akadémiát. Buzgó katolikus volt, ennek ellenére mégis feloszlatta a jezsuita rendet, és a protestánsoknak Münchenen belül szabad vallásgyakorlatot biztosított.

### Halála, utódlása
III. Miksa József 1777. december 30-án halt meg feketehimlőben. Húga, Mária Anna Jozefa bajor hercegnő mellett temették el a bajor Wittelsbachok hagyományos temetkezőhelyén, a theatinusok müncheni Szent Kajetán-templomában (Theatinerkirche).
Mivel unokatestvérével, Mária Anna Zsófiával (1728-1797), III. Ágost lengyel király leányával 1747-ben kötött házassága gyermektelen maradt, vele kihalt a Wittelsbach-család bajor ágának férfiága. Országát és méltóságát az 1766-ban kötött örökösödési szerződés értelmében IV. Károly Tivadar pfalzi választófejedelem (1724–1799) örökölte.